# لاگانجا استرانجا
لاگانجا استرانجا (به انگلیسی: Laganja Estranja) با نام اصلی جی جکسون (زاده ۲۸ دسامبر ۱۹۸۸) زن‌پوش آمریکایی است.
او در سال ۲۰۲۱ آشکار کرد که یک زن ترنس است.